# Amt Jarmen-Tutow
Amt Jarmen-Tutow – związek gmin w Niemczech, leżący w kraju związkowym Meklemburgia-Pomorze Przednie, w powiecie Vorpommern-Greifswald. Siedziba związku znajduje się w mieście Jarmen.
W skład związku wchodzi siedem gmin, w tym jedna gmina miejska (Stadt) oraz sześć gmin wiejskich (Gemeinde):
1. Alt Tellin
2. Bentzin
3. Daberkow
4. Jarmen, miasto
5. Kruckow
6. Tutow
7. Völschow